# Cao nguyên Shiga
Cao nguyên Shiga (志賀高原 Shiga-kōgen) là một khu vực trượt tuyết và đi bộ đường dài nằm trong vườn quốc gia Cao nguyên Jōshin'etsu nằm ở vùng cao nguyên Yamanouchi, Nagano, Nhật Bản. Năm 1980, một khu vực rộng 13.000 hecta đã được UNESCO công nhận là Khu dự trữ sinh quyển thế giới.

## Mô tả
Đây là khu vực trượt tuyết lớn nhất và cao thứ hai tại Nhật Bản. Nó bao gồm 21 sân trượt tuyết nhỏ hơn được kết nối với nhau. Đây là một trong số các địa điểm diễn ra các môn thể thao của Thế vận hội Mùa đông 1998. Cao nguyên Shiga cũng là địa điểm nổi tiếng với các suối nước nóng tự nhiên.

## Hình ảnh

Hoa loa kèn trên núi Higashitate, 2008Hoa loa kèn trên núi Higashitate, 2008
Ao Ichinuma, cao nguyên Shiga năm 2008Ao Ichinuma, cao nguyên Shiga năm 2008
Ao Onuma với cổng Torii năm 2008Ao Onuma với cổng Torii năm 2008
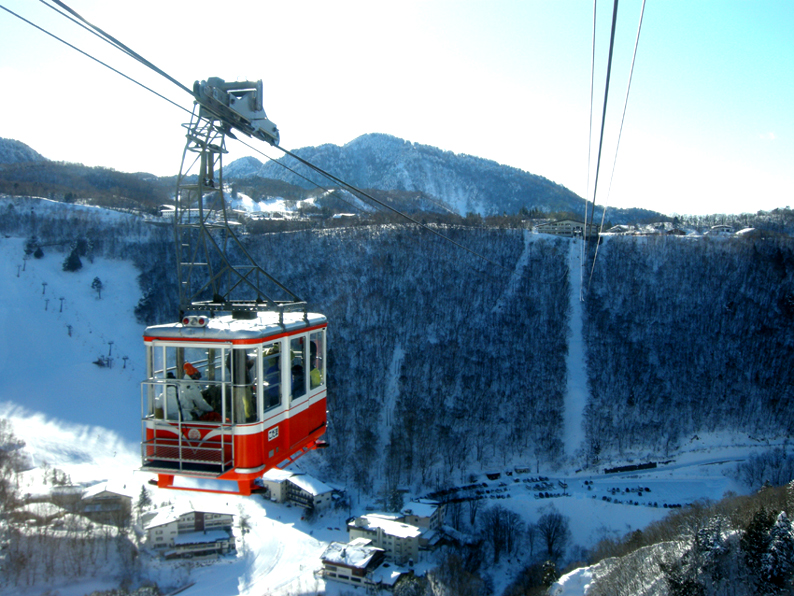
Cáp treo Hasuike trên cao nguyên Shiga và khu trượt tuyết lớn bên trái, 2009
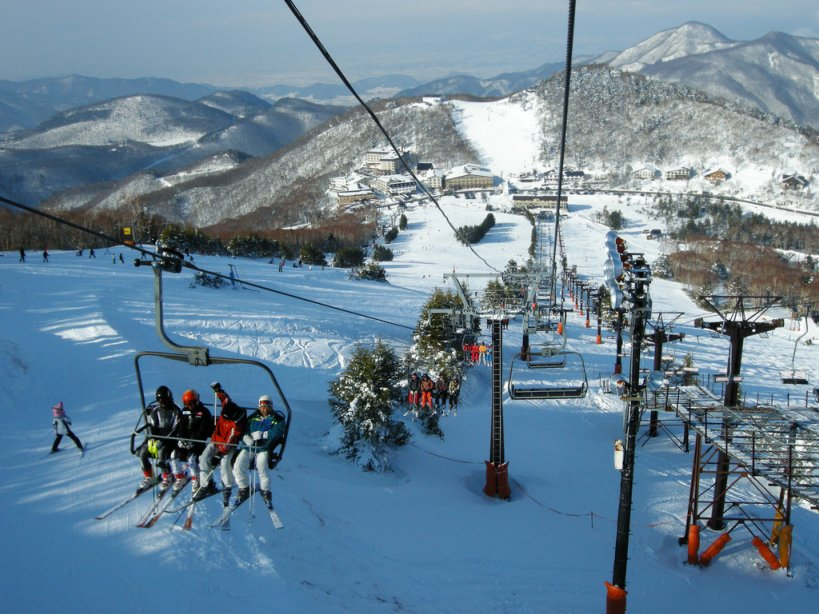
Xe cáp đưa khách lên đỉnh trượt tuyết Takamagahara, 2008
Đi bộ đường dài tại Higashitate, 2009Đi bộ đường dài tại Higashitate, 2009
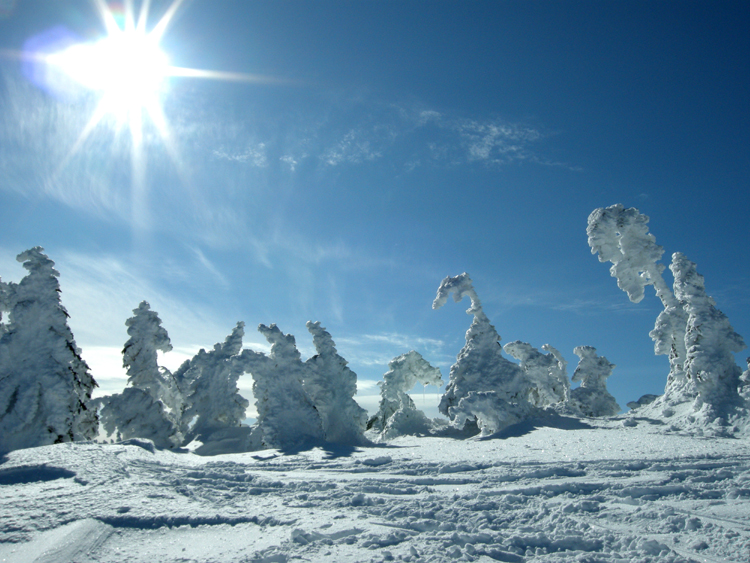
Đỉnh núi Yokote cao 2305 mét, 2009